# Hourtoule
Pour les articles homonymes, voir François-Guy Hourtoulle.
Cars Hourtoule est une compagnie de transport située à Plaisir dans le département des Yvelines, en région Île-de-France.

## Histoire

### Histoire de l'entreprise
Cars Hourtoule est une société de transport de voyageurs familiale créée en 1938 par M. et Mme Hourtoule. Depuis 2008, la société Hourtoule avait des parts dans le groupe Lacroix qui, en janvier 2010, à la suite de la volonté des époux Hourtoule de prendre leur retraite, se retrouve propriétaire d'Hourtoule ainsi que de sa filiale STAVO. Depuis l'arrivée du groupe Lacroix, le parc d'Hourtoule s'est vu renouvelé et la société a adopté une nouvelle identité visuelle avec un nouveau logo.

### Histoire du réseau de bus
Le 13 décembre 2014, à l'occasion de la mise en service de la ligne 6 du tramway d'Île-de-France, la ligne 28, qui reliait la zone industrielle de Vélizy-Villacoublay à la gare de Versailles-Chantiers, est supprimée.
Le 31 août 2015, la ligne 505 est remplacée par la nouvelle ligne 50 et effectue un itinéraire plus direct par rapport à la ligne 505 en abandonnant la desserte de Beynes.
À compter du 31 juillet 2017, la ligne 15 voit son itinéraire modifié en abandonnant la desserte de Boulogne-Billancourt et ses horaires sont renforcés avec un premier départ de Saint-Cloud à 6 h 50 et un dernier de Plaisir à 20 h. De plus, un service est créé aux heures creuses à raison d'un bus toutes les heures.
Le 2 janvier 2018, l'offre de la ligne 11 est renforcée avec un bus toutes les vingt minutes aux heures de pointe en semaine, toutes les heures aux heures creuses en semaine, toutes les trente minutes le samedi et toutes les heures les dimanches et jours fériés.
Depuis le 8 janvier 2018, l'itinéraire de la ligne 5 est simplifié et l'offre de service est également renforcée avec un bus toutes les trente minutes aux heures de pointe en semaine, toutes les heures aux heures creuses et toutes les deux heures le samedi.
Le 3 septembre 2018, les lignes desservant la commune de Plaisir font l'objet d'une importante restructuration :
- un service est créé les dimanches et jours fériés sur la ligne 7 à raison d'un bus toutes les deux heures[8] ;
- l'itinéraire de la ligne 8 est reconfiguré et relie la gare de Plaisir - Grignon à la gare de Villepreux - Les Clayes. Elle fonctionne du lundi au dimanche avec une fréquence de quinze minutes aux heures de pointe en semaine, toutes les vingt minutes aux heures creuses, toutes les trente minutes le samedi et toutes les heures les dimanches et fêtes. En semaine, elle fonctionne jusqu'à 0 h 15[9] ;
- l'itinéraire de la ligne 9 est reconfiguré et relie la gare de Plaisir - Grignon au marché de Plaisir. Elle fonctionne du lundi au dimanche avec une fréquence de vingt minutes en semaine, toutes les trente minutes le samedi et toutes les quarante minutes les dimanches et fêtes[10] ;
- la ligne 10 est limitée à la gare de Saint-Quentin-en-Yvelines et toutes ses courses sont prolongées jusqu'à cette dernière. La fréquence est renforcée avec un bus toutes les quinze minutes aux heures de pointe de la semaine, toutes les trente minutes aux heures creuses ainsi que le samedi et toutes les heures les dimanches et fêtes[11] ;
- la ligne 12 abandonne son tronçon entre la gare de Plaisir - Grignon et le centre commercial Grand Plaisir repris par la ligne 44 de la STAVO[12] ;
- la ligne 17 abandonne son tronçon entre Plaisir - Jonchères et la gare de Plaisir - Grignon[13] ;
- la ligne 20 est limitée à la gare de Villepreux - Les Clayes et voit ses fréquences cadencées à un bus toutes les trente minutes grâce à l'ajout de trois nouvelles courses[14] ;
- la ligne 50 voit son itinéraire modifié entre la gare de Plaisir - Grignon et la gare de Villepreux - Les Clayes afin de desservir les zones industrielles des Dames et du Gros Caillou. De plus, la ligne voit ses fréquences cadencées à un bus toutes les trente minutes et son amplitude horaire est élargie le soir jusqu'à 20 h 35[15] ;
- la ligne DF est supprimée et reprise par les lignes 7, 8, 9 et 10 des cars Hourtoule, par la ligne 44 de la STAVO et par la ligne 401 du réseau de bus Sqybus[16] ;
- la ligne 41 voit son itinéraire modifié et ne dessert plus l’arrêt Église qui est maintenant seulement desservi par la ligne 415 du réseau de bus Sqybus.

Le 23 août 2021, l'arrêt Émile Zola est créé sur la ligne 11 à Saint-Cyr-l'École. Toujours sur la même ligne, le 9 mai 2022, l'arrêt Quartier Gally est créé à Versailles.
À partir du 29 août 2022, l'arrêt Côte à Soulas à Thiverval-Grignon est desservi par la ligne 12. À Saint-Cloud, sur la ligne 15, l'arrêt Rue Dailly devient Parc de Saint-Cloud.
Le 1er janvier 2023, l'entreprise perd ses lignes à Saint-Quentin-en-Yvelines (6, 8, 9, 10, 20, 50, AQ, BL, CSV, JV et TG) dans le cadre de l'ouverture à la concurrence des transports en commun en Île-de-France.
Le 1er août 2023, l'entreprise perd trois lignes à Versailles (11, 41 et 111) dans le cadre de l'ouverture à la concurrence des transports franciliens.
Le 1er janvier 2024, l'entreprise perd ses dernières lignes dans le cadre de l'ouverture à la concurrence : les lignes 15, 17, Express 78 et Express 78S rejoignent le réseau de bus Île-de-France Ouest et les lignes 5, 7, 12, 14, 19, B, M, P, Q et V rejoignent le réseau de bus Centre et Sud Yvelines.
La STAVO est dissoute le 21 novembre 2024.

## Parc de véhicules

### Autocars
| Constructeur    | Modèle       | Nombre     | Numéro de parc | Période de mise en service          | Affectation                  | Observation               |
| --------------- | ------------ | ---------- | --- | ----------------------------------- | ---------------------------- | ------------------------- |
| Irisbus         | Crossway     | 7          | H237-H238 ; H244-H248 | Entre octobre 2008 et juin 2009     | Lignes scolaires             | —                         |
| MAN Truck & Bus | Lion's Coach | 1          | H272 | Mai 2011                            | Tourisme                     | —                         |
| Setra           | S 315 ÜL     | Au moins 5 | H185 ; H189-H190 ; H194 ; H202 | Entre mai et juin 2006              | Lignes scolaires             | —                         |
| Setra           | S 415 GT     | Au moins 3 | H187 ; H231-H232 | Entre 2006 et août 2008             | Lignes scolaires et tourisme | —                         |
| Setra           | S 415 GT-HD  | au moins 3 | H280 ; H314 et au moins 1 inconnu | Entre avril 2012 et mars 2013       | Tourisme                     | Série en cours de réforme |
| Setra           | S 415 ÜL     | 56         | H233-H234 ; H241-H243 ; H251-H254 ; H256-H261 ; H277-H278 ; H285-H288 ; H304-H310 ; H317-H318 ; H320-H327, H330 ; H337-H348 ; H352 ; H357-H538 ; H360-H361 | Entre août 2008 et juillet 2018     | -                            | —                         |
| Setra           | S 417 GT-HD  | 3          | H226 ; H271 ; H280 | Entre juin 2007 et 2011             | Tourisme                     | —                         |
| Setra           | S 417 ÜL     | 6          | H290-H292 ; H311 ; H319 ; H350 | Entre juillet 2013 et novembre 2017 | Scolaires                    | —                         |
| Setra           | S 516 HD     | 1          | H331 | avril 2017                          | Tourisme                     | —                         |
| Setra           | S 517 HD     | 2          | H289 ; H332 | Septembre 2013 et avril 2017        | Tourisme                     | —                         |
| Setra           | S 531 DT     | 2          | H363-H364 | -                                   |                              | —                         |

### Bus articulés
| Constructeur  | Modèle      | Nombre | Numéro de parc     | Période de mise en service | Affectation | Observation |
| ------------- | ----------- | ------ | ------------------ | -------------------------- | ----------- | ----------- |
| Irisbus       | Citelis 18  | 2      | H229-H230          | Novembre 2007              | -           | —           |
| Mercedes-Benz | Citaro G C2 | 3      | H329 ; H349 ; H359 | Juin 2016 à octobre 2018   | -           | —           |

### Bus standards
| Constructeur  | Modèle    | Nombre | Numéro de parc                                  | Période de mise en service            | Affectation | Observation |
| ------------- | --------- | ------ | ----------------------------------------------- | ------------------------------------- | ----------- | ----------- |
| Mercedes-Benz | Citaro C2 | 16     | H296-H303 ; H313 ; H314-H316 ; H328 ; H333-H336 | Entre décembre 2013 et septembre 2017 | -           | —           |
| Setra         | S 315 NF  | 2      | H216-H217                                       | Août 2006                             | -           | —           |
| Setra         | S 415 NF  | 14     | H262-H266 ; H273-H276 ; H279 ; H281-H283        | Entre octobre 2010 et décembre 2012   | -           | —           |

### Midibus
| Constructeur | Modèle | Nombre | Numéro de parc   | Période de mise en service          | Affectation | Observation |
| ------------ | ------ | ------ | ---------------- | ----------------------------------- | ----------- | ----------- |
| Heuliez Bus  | GX 127 | 3      | H249-H250 ; H267 | Entre juillet 2009 et novembre 2010 | -           | —           |
| Heuliez Bus  | GX 137 | 1      | H312             | Novembre 2014                       | -           | —           |

## Galerie de photographies

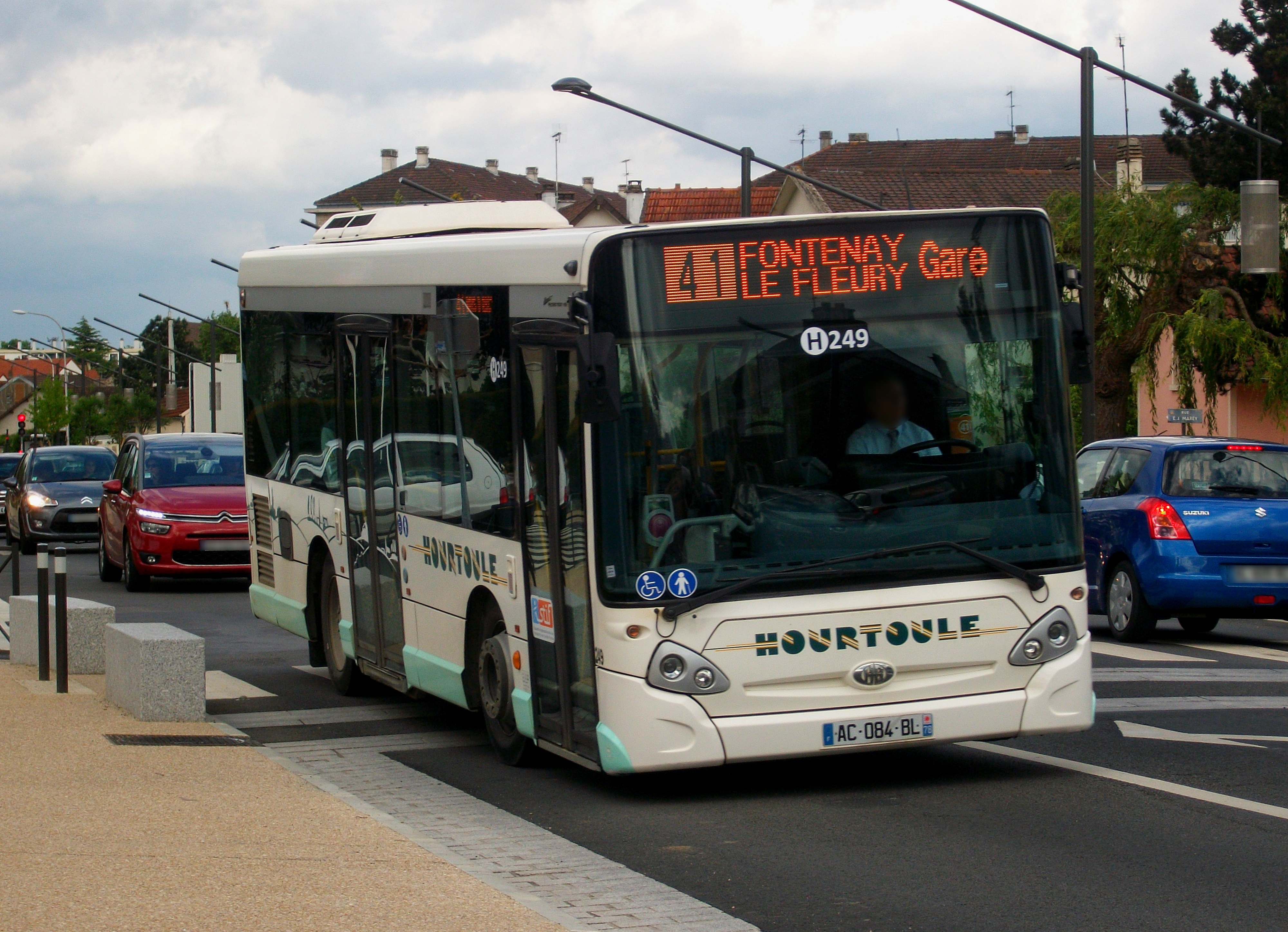
Le GX 127 n°H249 sur la ligne 41 à Bois d'Arcy.
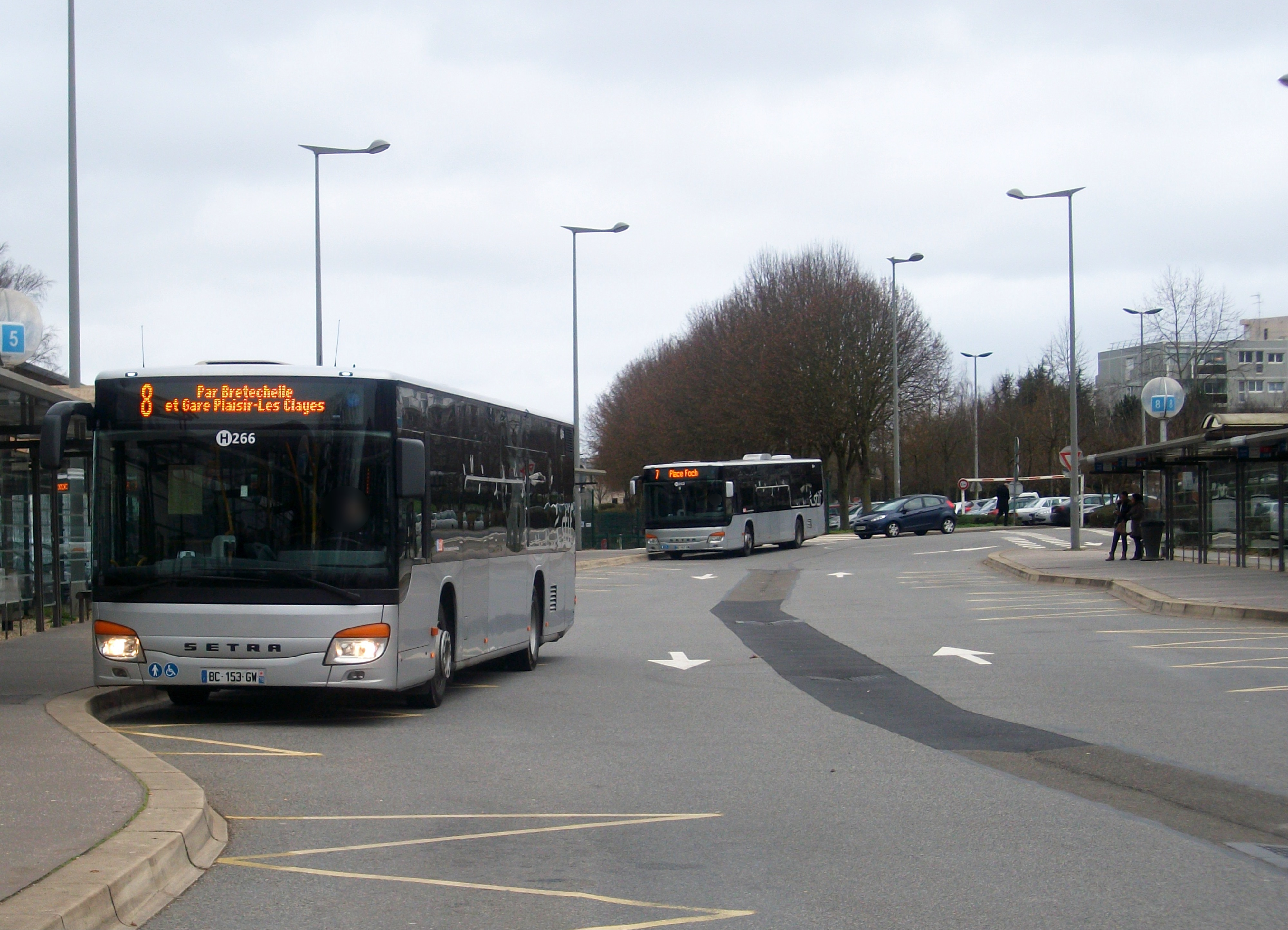
Le S 415 NF no H266 sur la ligne 8 et le S 415 NF no H262 sur la ligne 7 à la gare de Plaisir - Grignon.
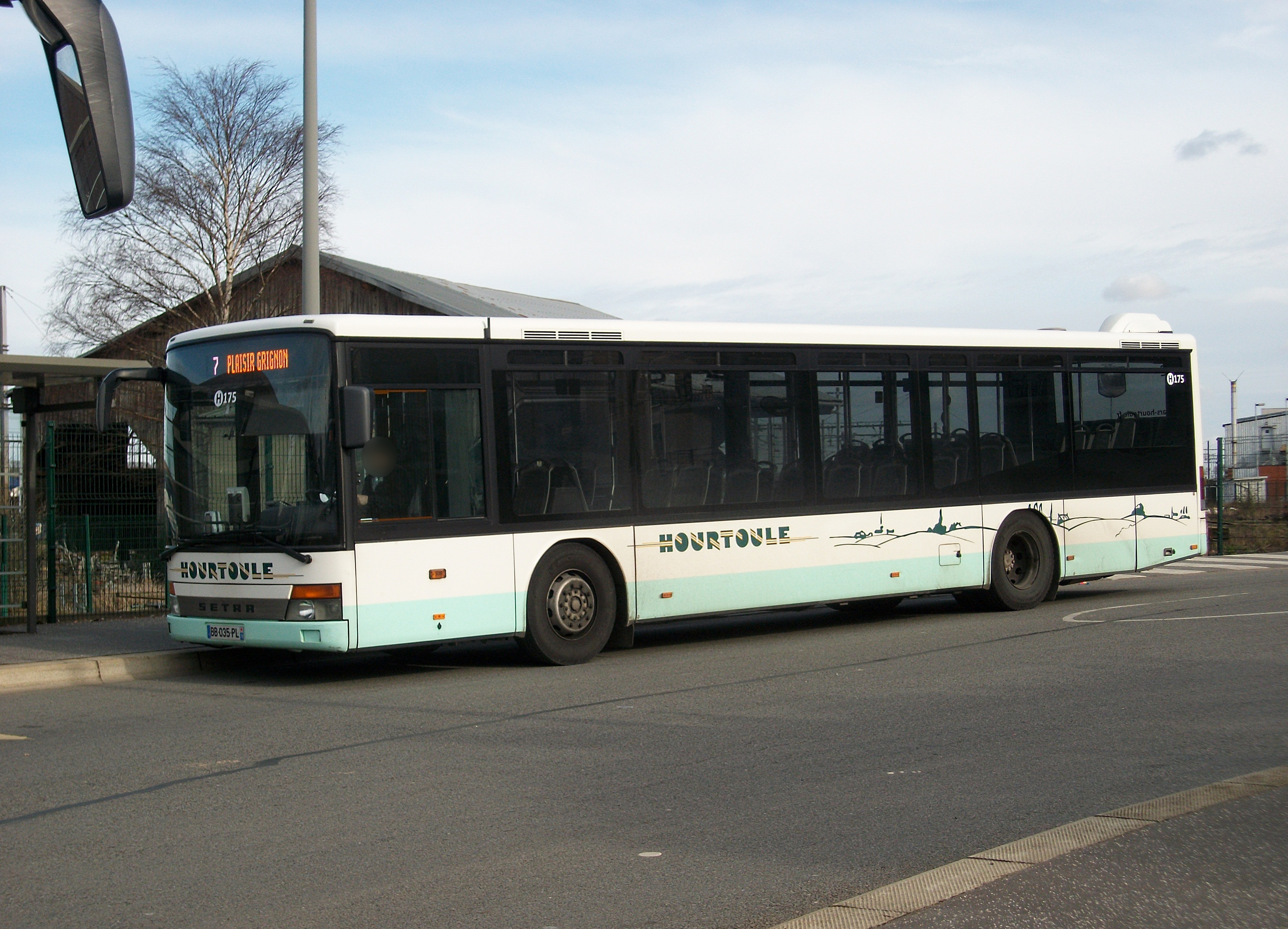
Le S 315 NF no H175 sur la ligne 7 à la gare de Plaisir - Grignon.
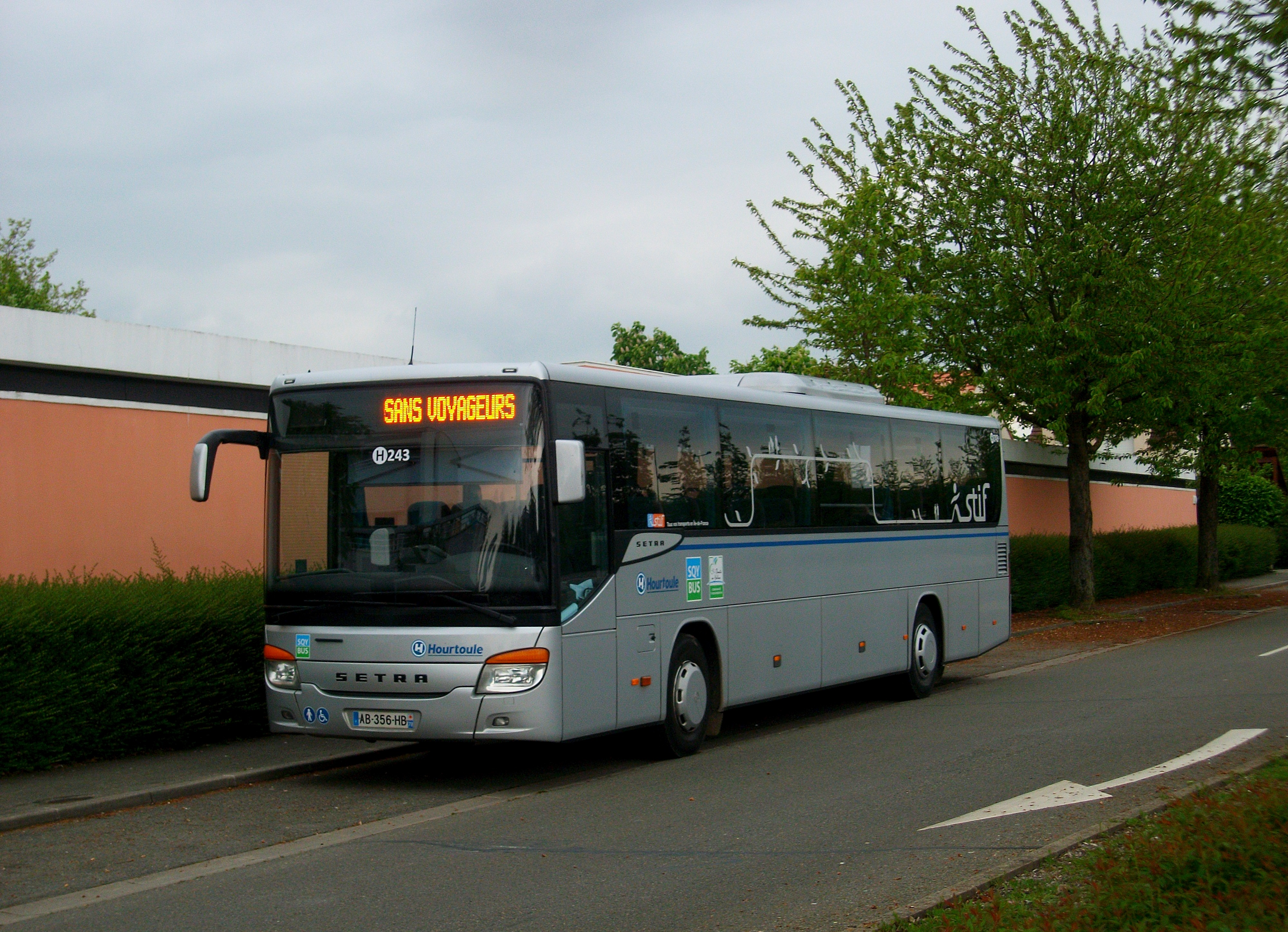
Le S 415 ÜL no H243 sur la ligne 475 du réseau Sqybus.
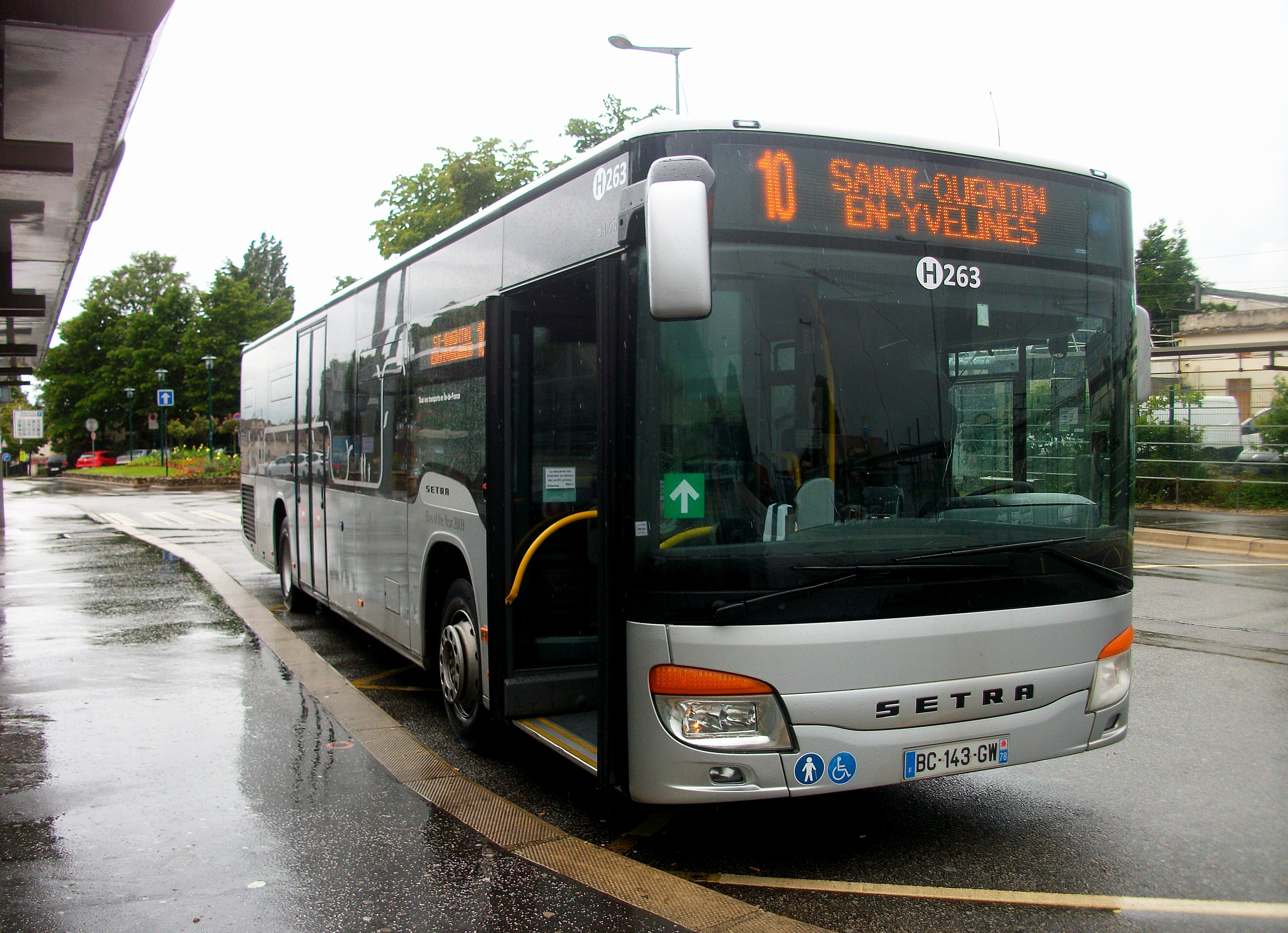
Le S 415 NF no H263 sur la ligne 10 à la gare routière de Plaisir - Grignon.
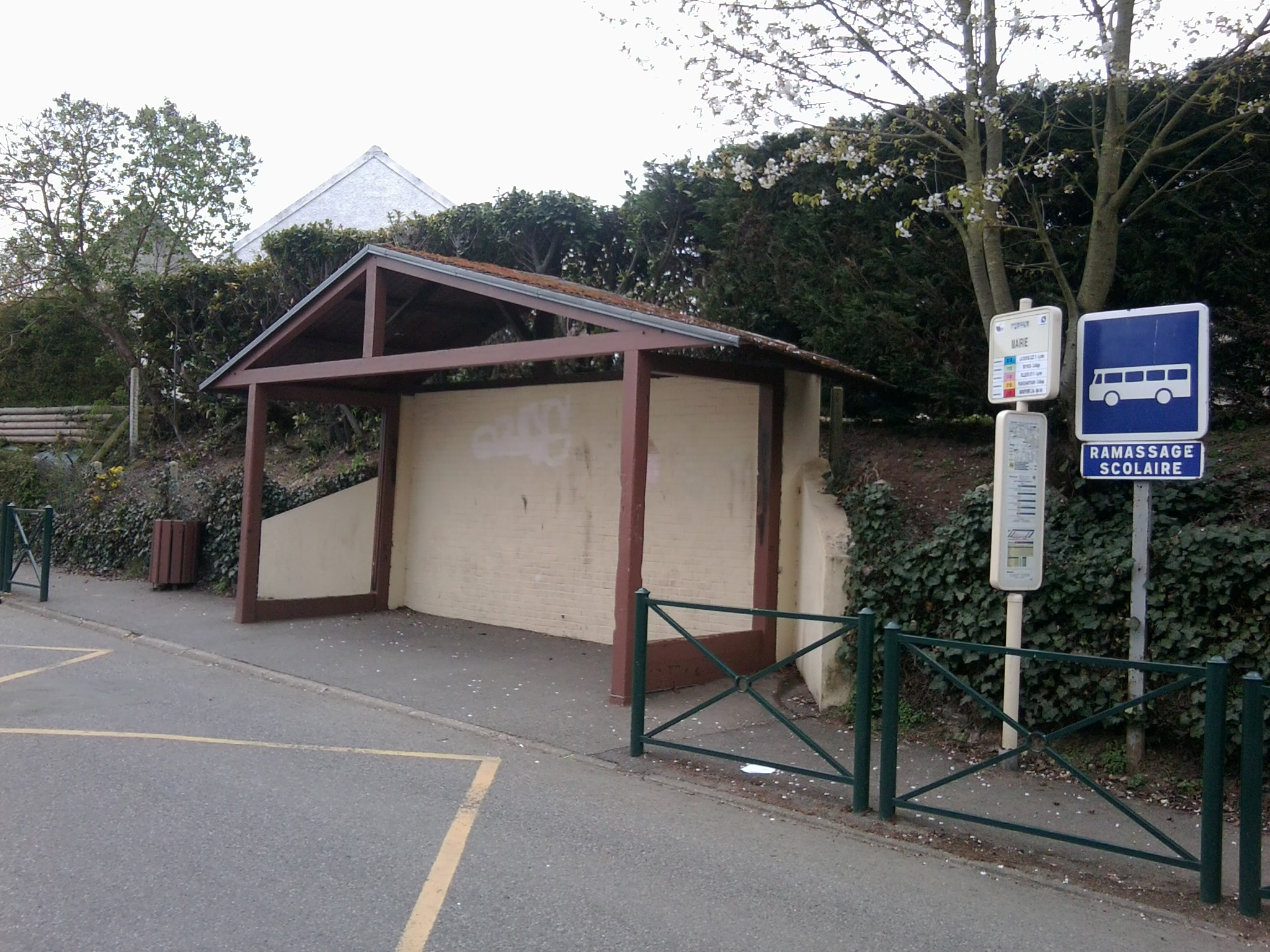
L'arrêt de car Mairie, à Saint-Germain-de-la-Grange (Yvelines).
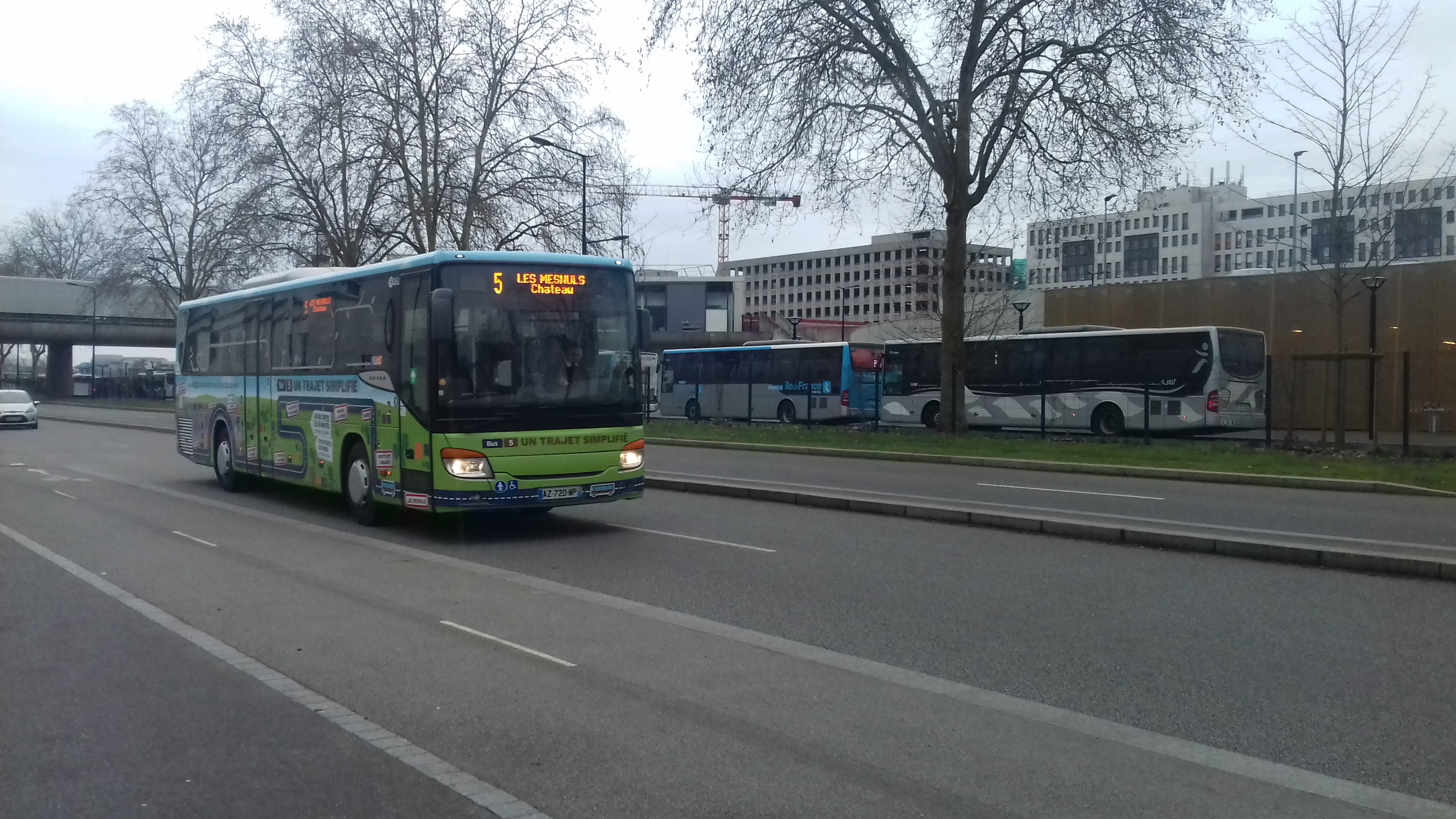
Le S 415 UL n°H261 (en pelliculage spécial Bus 5 un trajet simplifié) sur la ligne 5 à Montigny-le-Bretonneux.
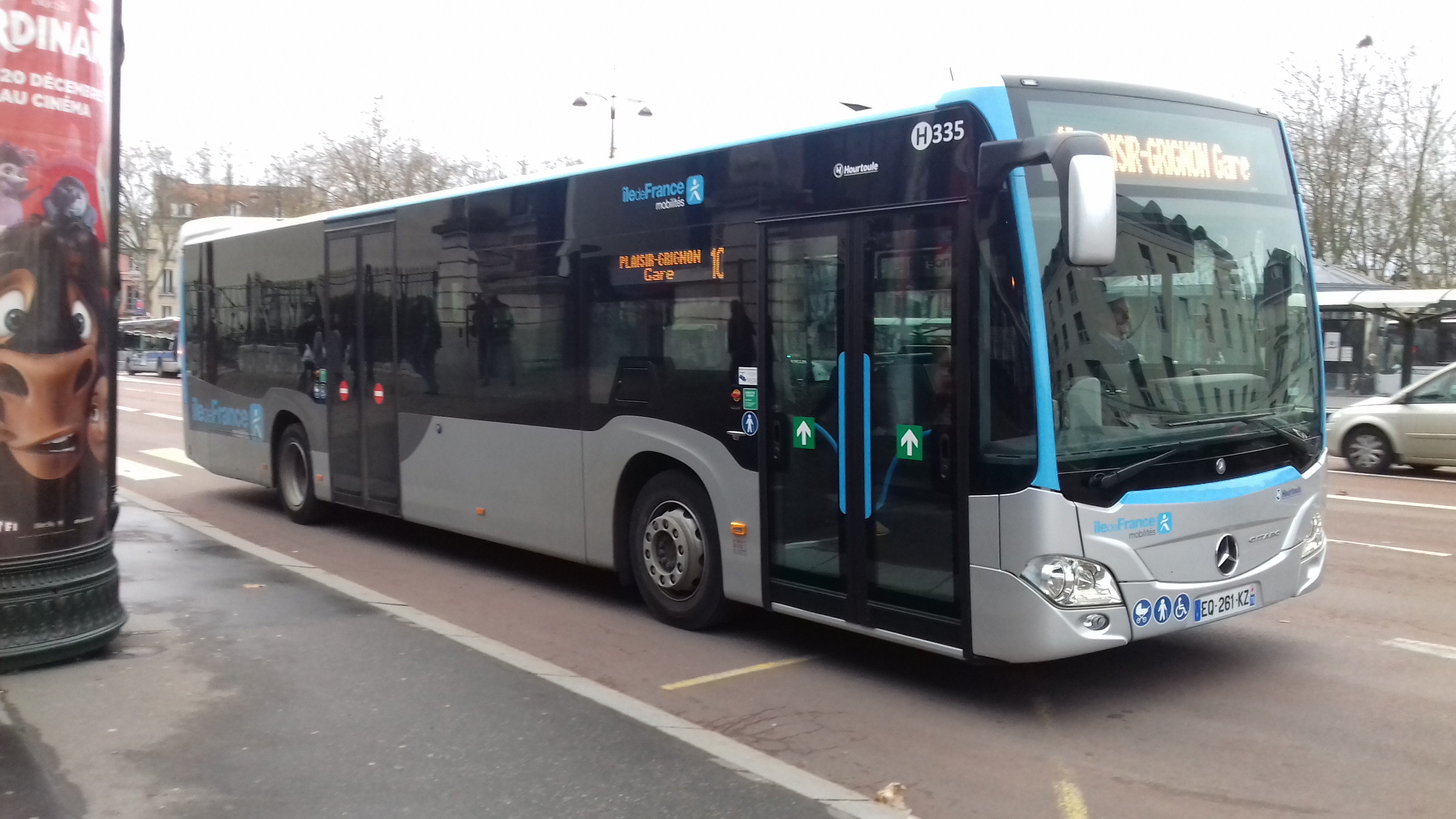
Le Citaro C2 n°H335 sur la ligne 10 à Versailles.

## Identité visuelle

Logo de l'entreprise jusqu'en janvier 2010